# Trent Lowe
Trent Lowe (Melbourne, 8 oktober 1984) is een Australisch voormalig wielrenner.
In 2006 maakte hij de overstap van The Jittery Joe'-Kalahari naar het Discovery Channel Pro Cycling Team van Johan Bruyneel.

## Belangrijkste overwinningen
2004
- 3e etappe Boulder Stage Race

2005
- 1e etappe Redlands Bicycle Classic

## Resultaten in voornaamste wedstrijden
| Jaar | Ronde van Italië | Ronde van Frankrijk | Ronde van Spanje |
| ---- | ---------------- | ------------------- | ---------------- |
| 2008 |                  | 76e                 |                  |

| Jaar | Luik-Bast.‑Luik |  | WK op de weg |
| ---- | --------------- |  | ------------ |
| 2007 |                 |  | opgave       |
| 2008 |                 |  | opgave       |
| 2009 |                 |  |              |
| 2010 | opgave          |  |              |
| 2011 |                 |  |              |

## Ploegen
- 2005-Subaru-Gary Fisher
- 2005-Jittery Joe's-Kalahari Pro Cycling Team
- 2006-Discovery Channel Pro Cycling Team
- 2007-Discovery Channel Pro Cycling Team
- 2008-Slipstream-Chipotle Presented by H30
- 2009-Garmin-Chipotle
- 2010-Garmin-Transitions

Azevedo ·
Barry ·
Beltrán · 
Beppu ·
Bileka · 
Brajkovič ·
Danielson ·
Devolder ·
Goesev ·
Hammond ·
Hincapie ·
Hoste · 
Jekimov   ·
Joachim ·
Lowe · 
Martínez ·
McCartney ·
Michajlov · 
Noval ·
Padrnos ·
Popovytsj · 
Rubiera ·
Savoldelli ·
Smith ·
Van den Broeck ·
Van Goolen ·
van Heeswijk ·
White
Basso (tot 30/04) · 
Beppu ·
Bileka · 
Brajkovič ·
Contador ·
Cruz ·
Cummings ·
Danielson ·
Davis ·
Devine ·
Devolder ·
Fuyu ·
Goesev ·
Hincapie · 
Leipheimer ·
Lowe · 
Martínez ·
McCartney ·
Meersman ·
Murn · 
Noval ·
Padrnos ·
Paulinho ·
Popovytsj · 
Rubiera ·
Vaitkus ·
Vandborg ·
Van Goolen ·
White (tot 15/08)
Bäckstedt ·
Caldwell ·
Cozza ·
Danielson · 
Dean ·
Donald ·
Duggan ·
Duijn ·
Euser ·
Farrar ·
Friedman ·
Frischkorn ·
Hesjedal ·
Holloway ·
Laurent ·
Lowe ·
Maaskant ·
Martin ·
McCarty ·
Millar · 
Pate ·
Patour ·
Peterson ·
Sutton ·
Vande Velde ·
Zabriskie
Caldwell ·
Cozza ·
Danielson · 
Dean ·
Dekkers ·
Donald ·
Duggan ·
Duijn ·
Euser ·
Farrar ·
Friedman ·
Frischkorn (tot 30/09) ·
Hesjedal ·
Lowe ·
Maaskant ·
Martin ·
Meier ·
Meyer ·
Millar · 
Pate ·
Patour ·
Peterson ·
Sutton ·
Tuft ·
Vande Velde ·
van der Velde ·
Wiggins ·
Zabriskie ·
Howes (stagiair)
Bobridge ·
Carlsen ·
Cozza ·
Danielson · 
Dean ·
Duggan ·
Farrar ·
Fischer ·
Hesjedal ·
Hunter ·
Kessiakoff ·
M. Kreder ·
Lowe ·
Maaskant ·
Martin ·
Meier ·
C. Meyer ·
T. Meyer ·
Millar · 
Pate ·
Peterson ·
Stetina ·
Tuft ·
Vande Velde ·
van der Velde ·
Vansummeren ·
Wilson ·
Zabriskie ·
Fairly (stagiair) ·
R. Kreder (stagiair) ·
Talansky (stagiair)